# Кралство Афганистан
Кралство Афганистан (на пущунски: د أفغانستان واکمنان‎; на персийски: پادشاهي افغانستان‎) е историческа държава, конституционна монархия в централна и южна Азия, наследник на Емирство Афганистан.

## История
Кралството е провъзгласено през 1926 г. от първия си крал Аманула Кан, седем години след възкачването му на трона.
Аманула Кан се стреми към модернизиране на страната, в резултат на което консервативните сили причиняват социални недоволства по редица поводи. Когато краля е на посещение в Европа през 1927 г., отново избухва бунт. Той абдикира в полза на брат си Инаятула Кан, който управлява само за три дни, преди лидерът на племенния бунт Хабибула Калакани да вземе властта и да възстанови емирството.
След 10 месеца, министърът на войната Мохамед Надир Шах, се завръща от изгнание в Индия. Неговата армия, поддържана от британците, окупира Кабул, принуждавайки Хабибула Калакани да преговаря за примирие. Вместо това, силите на Мохамед Надир задържат и впоследствие екзекутират Калакани. Мохамед Надир възстановява кралството и е обявен за крал на Афганистан през октомври 1929 г., като продължава реформисткия път на последния монарх Аманула Кан. Наследен е от сина си Мохамед Захир Шах, чието управление започва през 1933 г. и е в продължение на 39 години. Мохамед Захир Шах, последният крал на Афганистан, в крайна сметка е свален от своя братовчед Мохамед Дауд Кан, който премахва вековната монархия и установява република. Новото афганистанско правителство е под ръководството на Захир Шах, който търси връзки с външния свят, най-вече със Съветския съюз, Обединеното кралство и Съединените щати.
На 27 септември 1934 г., по време на управлението на Захир Шах, Кралство Афганистан се присъединява към Обществото на народите. По време на Втората световна война, Афганистан остава неутрален и се стреми към дипломатическа политика на необвързаност. Мохамед Дауд Кан, министър-председател на Афганистан, работи усилено за развитие на модерните индустрии и образованието в страната.